# Républicains radicaux et radicaux-socialistes
De Républicains radicaux et radicaux-socialistes RRRS, Nederlands: Radicale republikeinen en Radicale socialisten, in het Nederlandse taalgebied beter bekend als de Radicaal-Socialistische Partij PRS, was aanvankelijk een politieke groepering in Frankrijk, die zich in de loop van de tijd tot politieke partij ontwikkelde. De partij maakte nog deel van de Union pour un mouvement populaire UMP van Jacques Chirac uit en fuseerde op 9 december 2017 met de Parti radical de gauche tot de Mouvement radical, social et libéral.
De RRRS ontstond aan het einde van de negentiende eeuw en had aanvankelijk maar één doel: de scheiding van kerk en staat en de invoering van de secularisering. De partij was bijzonder antiklerikaal. De partij kreeg in 1901 haar huidige naam. De partij maakte deel uit van de regering van premier Émile Combes en Maurice Rouvier die van Frankrijk een seculiere staat maakten. Na de verwezenlijking van dit programmapunt, leed de partij onder de interne twisten tussen de linker- en rechtervleugel. Édouard Herriot, een machtig man binnen de RRRS, wist desondanks de vleugels bijeen te houden en koos voor een middenkoers.
Herriot werd in 1924 en in 1932 premier van een centrumlinkse regering met de socialisten, maar over het algemeen maakte de RRRS deel uit van centrum, 1925-1926 en 1932-1934, en centrumrechtse coalities, 1926-1928 en 1934-1936, en was de partij een gematigd rechtse partij geworden.
Een aantal prominente rechtse PRS'ers trad in 1926 na de val van het kabinet en de opheffing van het Cartel des Gauches uit de partij en richtte de Radicaux Indépendants op. Een groep linkse leden van de PRS sprak zich tegen de deelname van de PRS aan de centrumrechtse regering-Doumergue II uit en richtte in 1934 de Parti Radical-Socialiste Camille Pelletan op.
De RRRS trad in 1936 tot het Volksfront toe, de verkiezingsalliantie van de sociaaldemocratische SFIO en de Franse Communistische Partij. De leider van het Volksfront, Léon Blum van de SFIO, vormde na de verkiezingsoverwinning een kabinet waarin de radicalen Camille Chautemps en Édouard Daladier, respectievelijk de leiders van de linker en rechtervleugel van de RRRS, belangrijke ministersposten vervulden. De RRRS'ers in en buiten het kabinet begonnen zich echter spoedig zorgen te maken over het radicalisme van haar coalitiepartners. Dit was een van de redenen voor de val van het kabinet, in april 1938. Direct daarna vormde Daladier een centrumrechts coalitiekabinet dat tot maart 1940 standhield.
De meerderheid van de RRRS'ers stemde in juni 1940 in het parlement vóór het voorstel om maarschalk Philippe Pétain volmachten te geven.
De RRRS nam tijdens de beginjaren van de Vierde Franse Republiek een centrumlinkse positie in. Partijleider Pierre Mendès France, premier van 1954 tot 1955, voerde een antikoloniale politiek en trok de Franse troepen uit Indochina terug en gaf autonomie aan Tunesië. Mendès-France hoopte van de RRRS de grootste partij van centrumlinks te maken en de Parti socialiste voorbij te streven. Hij slaagde hier niet in, en zijn medepartijlid, Edgar Faure, voorstander van een centrumrechtse koers, bracht het kabinet-Mendès-France ten val. Tijdens het premierschap van de socialist Guy Mollet, voorstander van het behoud van het koloniale rijk, voerde Mendès-France vanuit het parlement felle oppositie. Dit leidde tot een ernstig conflict met de rechtervleugel van de RRRS.
Charles de Gaulle kwam in 1958 mede dankzij de rechtervleugel van de RRRS aan de macht. De samenwerking tussen gaullisten en radicalen duurde tot in de jaren 70 voort, toen partijleider Jean-Jacques Servan-Schreiber een linkse koers poogde te voeren en een verbond sloot met François Mitterrand, toen de leider van de Parti socialiste. De rechtervleugel van de RRRS, verbolgen over de actie van Servan-Schreiber, stapte uit de partij en de linkervleugel werd uiteindelijk de Parti Radical de Gauche.
De Parti Radical de Gauche ontstond in 1971 door een splitsing in de RRRS.
De rechtervleugel, die de naam RRRS bleef aanhouden, sloot zich in 1978 aan bij de conservatieve, doch anti-Gaullistische Union pour la Démocratie Française UDF van Valéry Giscard d'Estaing, die ironisch genoeg in die tijd vrij christendemocratisch was. Een deel van de radicalen verliet in 2002 de UDF en werd lid van Chirac's Union pour un Mouvement Populaire UMP. Het andere deel der radicalen was tot de ontbinding van de UDF op persoonlijke titel lid van deze partij.